# HMS Easton (L09)
HMS Easton (L09) là một tàu khu trục hộ tống lớp Hunt Kiểu III của Hải quân Hoàng gia Anh Quốc được hạ thủy và nhập biên chế năm 1942. Nó đã hoạt động trong suốt Chiến tranh Thế giới thứ hai, ngừng hoạt động năm 1947 và bị bán để tháo dỡ năm 1953.

## Thiết kế và chế tạo
Easton được đặt hàng vào ngày 19 tháng 7, 1940 cho hãng J. Samuel White tại Cowes, Isle of Wight trong Chương trình Chiến tranh Khẩn cấp 1940 và được đặt lườn vào ngày 25 tháng 3, 1941. Nó được hạ thủy vào ngày 11 tháng 7, 1942 và hoàn tất vào ngày 7 tháng 12 năm 1942. Con tàu được cộng đồng dân cư Deben và Woodbridge thuộc hạt Suffolk đỡ đầu trong khuôn khổ cuộc vận động gây quỹ Tuần lễ Tàu chiến năm 1942. Tên nó được đặt theo rừng săn cáo tại Easton, Suffolk, và là chiếc tàu chiến duy nhất của Hải quân Anh được đặt cái tên này.

## Lịch sử hoạt động

### 1943
Sau khi hoàn tất chạy thử máy, Easton chuyển đến Scapa Flow vào tháng 12, 1942, nơi nó gia nhập Hạm đội Nhà và tiếp tục được trang bị hoàn thiện. Trên đường đi, nó được bố trí hộ tống các đoàn tàu vận tải dọc theo eo biển Dover.
Vào ngày 13 tháng 1, 1943, Easton thực tập cùng các tàu khu trục Walpole (D41) và Ledbury (L90) trước khi được điều động đến Gibraltar và gia nhập Chi hạm đội Khu trục 22, đảm nhiệm việc tuần tra và hộ tống vận tải ven biển tại khu vực Tây Địa Trung Hải và Đại Tây Dương. Vào lúc này đang tổ chức các đoàn tàu vận tải tiếp liệu nhằm tiếp tục hỗ trợ các hoạt động quân sự sau Chiến dịch Torch, cuộc đổ bộ của lực lượng Đồng Minh lên Bắc Phi.
Vào ngày 17 tháng 2, Easton phối hợp cùng tàu chị em Wheatland (L122) đánh chìm tàu ngầm Ý Asteria ngoài khơi Bougie, Algeria. Sang ngày 20 tháng 2, nó lên đường từ Algiers cùng các tàu chị em Wheatland, Lamerton (L88) và Bicester (L34) trong một chiến dịch truy lùng tàu ngầm đối phương, vốn bị radar bờ biển phát hiện; việc truy tìm kéo dài đến ba ngày. Cuối cùng, tàu ngầm U-boat Đức U-443 bị Wheatland, Lamerton và Bicester đánh chìm ngoài khơi Algiers ba ngày sau đó, ở tọa độ 26°35′B 11°56′Đ / 26,583°B 11,933°Đ; không có thành viên thủy thủ đoàn nào sống sót. Vào ngày 4 tháng 3, nó lại tham gia vào việc truy lùng tàu ngầm U-83 về phía Đông Nam Cartagena, Tây Ban Nha; chiếc U-boat này sau đó bị đánh chìm bởi ba quả mìn sâu ném từ một máy bay Lockheed Hudson của Không quân Hoàng gia Anh, ở tọa độ 37°10′B 00°05′Đ / 37,167°B 0,083°Đ, không có thành viên thủy thủ đoàn nào sống sót.
Trong tháng 5, Easton hoạt động tuần tra ngăn chặn việc triệt thoái lực lượng Quân đoàn Châu Phi Đức rút lui từ khu vực Cape Bon, Tunisia.
Đến tháng 6, Easton được huy động vào việc chuẩn bị cho Chiến dịch Husky, cuộc đổ bộ của lực lượng Đồng Minh lên Sicily, Ý. Nó chuyển đến khu vực Đông Địa Trung Hải để tham gia hộ tống các đoàn tàu vận tải để tập trung lực lượng, được bố trí trong thành phần Đội hộ tống R. Đến ngày 5 tháng 7, nó hộ tống Đoàn tàu MWF36 khởi hành từ Port Said, Ai Cập, rồi tiếp tục hộ tống Đoàn tàu MWF37 hai ngày sau đó. Vào ngày 13 tháng 7, nó được bố trí ngoài khơi Syracuse làm nhiệm vụ tuần tra phòng không và chống tàu ngầm bảo vệ cho bãi đổ bộ.
Vào ngày 23 tháng 8, đang khi hộ tống cho Đoàn tàu MKF22, Easton phát hiện tín hiệu sonar dò được của một tàu ngầm lạ, và nó đã tấn công bằng hai lượt mìn sâu nhắm vào tàu ngầm U-boat Đức U-548 tại vị trí về phía Nam đảo Pantelleria trong eo biển Sicily. Phối hợp tấn công cùng tàu khu trục Hy Lạp Pindos (L65), nó buộc chiếc tàu ngầm đối phương phải nổi lên mặt nước. Sau đó Easton húc vào U-548, đánh chìm đối thủ ở tọa độ 36°25′B 12°39′Đ / 36,417°B 12,65°Đ; bản thân chiếc tàu khu trục cũng bị hư hại nặng phần mũi tàu và trục chân vịt, nó được tàu chị em Pindos kéo đến Malta.
Easton được sửa chữa tạm thời tại Xưởng tàu Malta trong tháng 9, giúp nó có thể tự di chuyển bằng chính động lực của mình; và con tàu đi đến Gibraltar vào tháng 10. Việc sửa chữa nó tại Xưởng tàu Gibraltar kéo dài cho đến tháng 9, 1944.

### 1944 – 1945
Sau khi hoàn tất việc sửa chữa, Easton gia nhập Đội khu trục 59 đặt căn cứ tại Malta vào ngày 18 tháng 9, 1944, và đảm trách việc tuần tra và hộ tống vận tải tại khu vực Đông Địa Trung Hải. Sang tháng 10, nó tham gia chiến dịch tái chiếm các đảo trong vùng biển Aegean, và tuần tra ngăn chặn tàu bè Đức chở binh lính triệt thoái. Vào ngày 5 tháng 12, nó bắn phá các vị trí của lực lượng Cộng sản Hy Lạp gần Piraeus, và kéo dài cho đến ngày 9 tháng 12. Nó tiếp tục hỗ trợ các chiến dịch quân sự ngoài khơi bờ biển Hy Lạp và Albania.
Vào tháng 2, 1945, Easton được điều động trở về vùng biển nhà, gia nhập Chi hạm đội Khu trục 21 đặt căn cứ tại Sheerness để làm nhiệm vụ tuần tra và hộ tống vận tải tại khu vực Bắc Hải. Vào lúc này đối phương tăng cường các hoạt động rải mìn và đánh phá bằng tàu phóng lôi E-Boat và tàu ngầm trang bị ống hơi tại Khu vực Tiếp cận Tây Nam. Đồng thời, do các căn cứ Không quân Đức dọc bờ biển nước Pháp đã bị loại bỏ, các đoàn tàu vận tải vượt Đại Tây Dương được chuyển hướng băng qua eo biển Manche để đi đến các cảng bờ Đông nước Anh, nên lực lượng tuần tra và hộ tống cần được bổ sung thêm.
Đến tháng 5, Easton được tái trang bị tại Southampton nhằm chuẩn bị để được điều động sang Viễn Đông. Tuy nhiên do chiến tranh kết thúc, nó được đưa về thành phần dự bị sau khi việc đại tu hoàn tất vào ngày 29 tháng 10. Đến năm 1946, nó trở lại hoạt động cùng Đội hộ tống 3 đặt căn cứ tại Portsmouth; tuy nhiên những khiếm khuyết bộc lộ trong hoạt động buộc phải đưa nó trở về thành phần dự bị vào tháng 11, 1947. Nó được dự định tái trang bị một lần nữa vào năm 1949, nhưng tình trạng cấu trúc của nó hư hại ngoài khả năng có thể sửa chữa hiệu quả, nên công việc phải ngừng lại.
Sau khi tháo dỡ thiết bị, Easton được sử dụng vào mục đích huấn luyện tại Rosyth cho đến khi được đưa vào danh sách loại bỏ vào năm 1952. Con tàu được bán cho hãng BISCO vào ngày 4 tháng 12 năm đó, và được tháo dỡ bởi hãng Metal Industries tại xưởng tháo dỡ ở Charlestown gần Rosyth, Scotland vào ngày 15 tháng 1, 1953.